# アルピーヌ・A350
アルピーヌ・A350（Alpine A350）は、フランスの自動車メーカー、ルノーの傘下にあったアルピーヌとゴルディーニによって開発されたフォーミュラ1カーである。

## 概要
当初、フォーミュラ1車両を作るというこのプロジェクトは、アルピーヌにとっては技術試験を目的としたものだったが、ほどなく、実際にレースに参戦しようということに目的が変わった。
1968年シーズンの第6戦フランスGPで投入する予定で開発が進められ、第5戦オランダGP以降、登場が噂されてもいたが、実戦に投入されることはなかった。ドライバーは、テストドライバーを務めていたマウロ・ビアンキがそのまま起用される予定だった。
フランスGPに参戦する準備は整っていたにもかかわらず参戦に至らなかったのは、エンジンを製造していたゴルディーニの親会社であるルノーの経営陣がF1参戦に同意しなかったためだと言われている。

## 来歴

### 開発の端緒
F1において、1966年シーズンから3リッター規定のエンジンレギュレーションが始まることになっていたため（1963年に決定）、アルピーヌの創業者であるジャン・レデレはそれをF1参戦の好機と考えた。
1963年、レデレは「アルピーヌ・ルノー」としてF1に参戦しないか、ルノーに提案した。その提案はルノーの経営陣に拒否されたため、レデレとアルピーヌの技術者たちは、旧知のアメデ・ゴルディーニが3リッターのV8エンジンを持っていることを知っていたため、そのエンジンを搭載することにした。

### 車両の開発とテスト
アルピーヌが車体、ゴルディーニがエンジンの開発を受け持つ形で、この車両の開発は1967年末に始まり、1968年4月に完成した。
完成後、ビアンキにより、ゾルダーとザントフォールトでテスト走行が行われた。6月23日にザントフォールトで行われたテストで出したタイムは有望で、前年6月に同地で開催されたF1のオランダGPで中団グリッドを獲得できるだけのタイムを記録したという。
車体はアルピーヌのリシャール・ブーロー（Richard Bouleau）によって設計され、エンジンはゴルディーニ製のV型8気筒エンジンが搭載された。最高出力は310馬力（@7,500 rpm）と言われており、これはそれまでのアルピーヌ車両が搭載したエンジンの中でも最高という触れ込みだった。しかし、このエンジン出力は、最大出力は410馬力を超えると言われていた当時のフォード・コスワース・DFVエンジンと比べ、およそ100馬力は劣っていた。この点は課題だったが、アルピーヌとしては、ルノーが参戦を承認しさえすれば、ゴルディーニはより競争力の高い新型エンジンを開発せざるを得なくなるだろうと見込んでいた。
しかし、ルノーはF1参戦計画に同意せず、翌1969年には、ゴルディーニがシングルシーター用に3リッターV8エンジンを開発することや、アルピーヌがF1参戦に向けた計画を進めることを禁止した。

### その後
1968年フランスGPに参戦する計画が失敗に終わってから数か月後、A350は廃棄処分となった。残存しているのは、激しく損傷した状態のボディワークの一部など、数点のパーツのみだとされる。
アルピーヌは1960年代末から1970年代初めにかけては、サーキットレースも引き続き行ったが、ラリーをより重視するようになった。ルノーの経営陣はその後もシングルシーターとは距離を置いたが、エルフからの要請と資金援助により、アルピーヌは1970年頃からフォーミュラ3（F3）とフォーミュラ2（F2）用に車両を開発するようになり、やがて、やはりエルフの要請と援助により、ルノーは1970年代半ばにはF1参戦に向けた計画を始めた（詳細は「アルピーヌ・A500」を参照）。

## 参考資料
書籍
- Roy Smith (2008) (英語). Alpine & Renault - The Development of the Revolutionary Turbo F1 car 1968 to 1979. Veloce Publishing. ASIN 1845841778. ISBN 978-1-84584-177-5

雑誌 / ムック
- 『オートスポーツ』（NCID AA11437582）
  - 『1968年8月号（No.38）』三栄書房、1968年8月1日。ASB:AST19680801。